# Matrix (minialbum)
Matrix – czwarty minialbum południowokoreańskiej grupy B.A.P, wydany 16 listopada 2015 roku przez wytwórnię TS Entertainment. Płytę promowały singel „Young, Wild & Free”. Sprzedał się w nakładzie 98 276 egzemplarzy w Korei Południowej (stan na grudzień 2015 r.).

## Lista utworów
| Nr | Tytuł                | Słowa                                        | Kompozycja                                    | Aranżacja                    | Czas |
| -- | -------------------- | -------------------------------------------- | --------------------------------------------- | ---------------------------- | ---- |
| 1. | "Take You There"     | B.A.P, Kim Tae-wan for Groove Network, Kevin | Ye-Yo!, Kim Tae-wan for Groove Network, Kevin | Ye-Yo!                       | 3:26 |
| 2. | "Monologue"          | Bang Yong-guk, Zelo, Kim Chang-rak           | Bang Yong-guk, Kim Chang-rak                  | Bang Yong-guk, Kim Chang-rak | 1:30 |
| 3. | "Young, Wild & Free" | Bang Yong-guk, Kim Chang-rak                 | Bang Yong-guk, Kim Chang-rak                  | Bang Yong-guk, Kim Chang-rak | 3:09 |
| 4. | "Be Happy"           | Bang Yong-guk, Kim Chang-rak, Sleepy         | Bang Yong-guk, Kim Chang-rak                  | Bang Yong-guk, Kim Chang-rak | 3:35 |
| 5. | "Blind"              | Bang Yong-guk, Park Su-seok, iNoo            | Park Su-seok, iNoo                            | Park Su-seok, iNoo           | 3:58 |

## Notowania
| Lista                    | Pozycja |
| ------------------------ | ------- |
| Gaon Weekly Album Chart  | 1       |
| Gaon Monthly Album Chart | 3       |
| Gaon Yearly Album Chart  | 20      |
| Five Music (Tajwan)      | 1       |